# Pogány László (lapkiadó)
Pogány László, álneve: Civis (Győr, 1901. július 18. – Temesvár, 1956. június 7.) erdélyi magyar szerkesztő, újságíró. Fia Pogány András-Mihály vízépítész-mérnök.

## Életútja
Középiskolát a temesvári főreáliskolában végzett (1919), majd apja Pogány András-Mihály, a Temesvári Hírlap megalapítója ösztönzésére a lipcsei Technikum für Buchdrucker főiskolán s más németországi városokban folytatott tanulmányokat, Budapesten pedig elsajátította a modern hírlapírást és adminisztrációt. 1924-ben hazatérve átvette apja örökét, s kibővítve, felfrissítve a hírlapot a romániai magyar sajtó egyik legtekintélyesebb orgánumává fejlesztette. Másfél évtizeden át főszerkesztője is volt, míg a királyi diktatúra szorításában 1938 októberében meg nem kellett szüntetnie. Tulajdonában volt a Hunyadi Grafikai Műintézet, Temesvár második legnagyobb nyomdája is, ahol a két világháború között több mint 30 lapot nyomtattak.
1927-től a politikai életben is szerepet játszott: az Országos Magyar Párt bánsági tagozatának megyei képviselője volt. Egyike a temesvári Magyar Ház alapítóinak.
Novellái, cikkei saját lapjában s erdélyi folyóiratokban jelentek meg. Az Arany János Társaság ügyvezető titkára, az  OMP ifjúsági tagozatának elnöke.
Ifjan szerzett Tükör című darabját a temesvári Magyar Színház mutatta be 1920-ban.